# Acido usnico
L'acido usnico è un derivato del dibenzofurano naturalmente presente in alcune specie di licheni. È stato isolato dallo scienziato tedesco Wilhelm Knop nel 1844 e la prima sintesi risale agli anni 1933-1937 ad opera di Curd e Robertson. L'acido usnico è stato identificato in molti generi di licheni tra cui Usnea barbata, Cladonia, Lecanora, Ramalina, Evernia, Parmelia e Alectoria. Anche se in genere si ritiene che l'acido usnico sia esclusivamente presente nei licheni, in alcuni casi isolati non confermati, il composto è stato trovato nel tè Kombucha ed in ascomiceti non lichenizzati.
In condizioni normali, l'acido usnico è una sostanza solida, amara e di colore giallo. Si trova in natura sia nella forma destrogira che in quella levogira, nonché come composto racemo.

## Ruolo biologico nei licheni

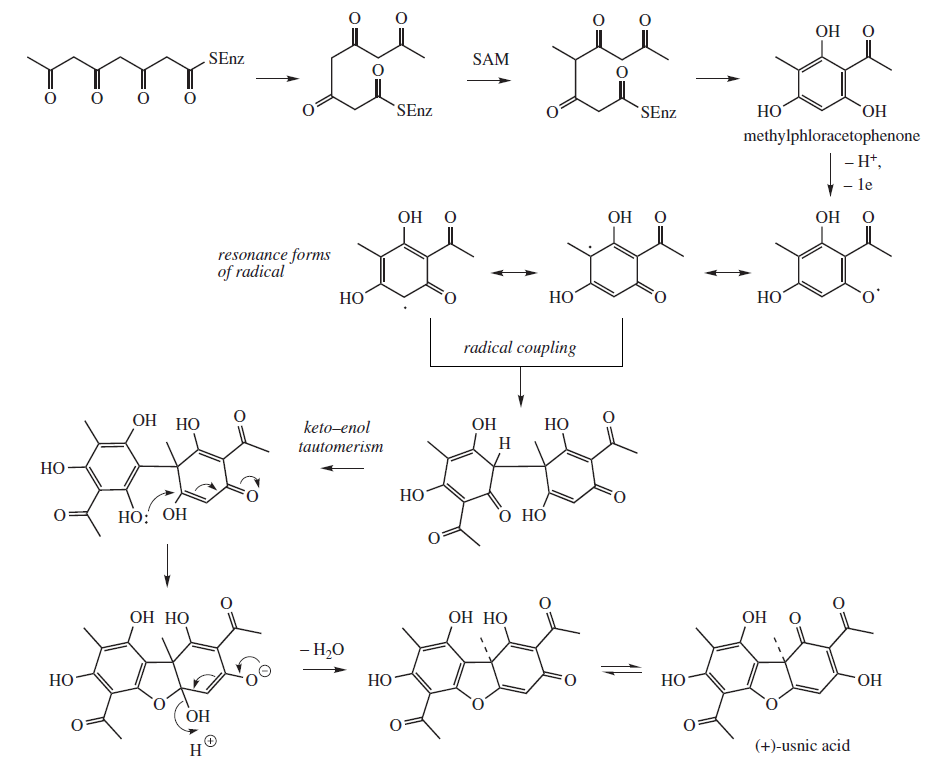
Proposta di biosintesi per l'acido usnico

L'acido usnico è un metabolita secondario dei licheni ed il suo ruolo non è stato completamente chiarito. Si ritiene che l'acido usnico svolga un'azione di protezione del lichene da effetti negativi dovuti all'esposizione alla luce solare e scoraggi gli animali da pascolo in virtù del suo gusto amaro.

## Usi e proprietà
Gli estratti dei licheni contenenti acido usnico sono stati utilizzati in medicina, profumeria, in ambito cosmetico ed altri campi ancora.
L'acido usnico possiede una vasta gamma di interessanti proprietà biologiche.
Si tratta di un potente antibiotico efficace contro i batteri Gram-positivi, inclusi Staphylococcus, Streptococcus ed altri batteri come il Mycobacterium tuberculosis. Agisce anche contro alcuni funghi patogeni. Sembra possedere anche attività antivirale, antiprotozoaria, antimicotica, anti-infiammatoria ed analgesica.
Nel corso di ricerche preliminari, si è verificato che l'acido usnico svolge azione adrenergica nei modelli di giunzione nervosa sia di rana sia di lombrico.
L'acido possiede anche altre caratteristiche, come l'assorbimento delle radiazioni ultraviolette, proprietà di conservazione, proprietà di inibizione della crescita batterica. Agisce anche come antierbivoro ed antiparassitario nonché come insettifugo.
L'acido usnico viene utilizzato come ingrediente di creme, polveri, dentifrici, collutori, deodoranti, shampoo per capelli e prodotti per la protezione solare. In alcuni di questi preparati, la molecola viene impiegata come principio attivo, in altri come conservante.

### Usi medici
L'acido usnico, ed il suo sale usnato di sodio, viene commercializzati negli Stati Uniti ed in molti paesi europei come sostanza naturale utile a scopo dimagrante, spesso ingrediente di alcuni integratori alimentari proposti per la riduzione del peso corporeo, anche se questa indicazione non è supportata da prove ed evidenze scientifiche solide.
Questi integratori, quando vengono assunti secondo le istruzioni riportate sull'etichetta, sono in grado di fornire dosi orali giornaliere pari a 10–1350 mg, per i soggetti adulti.
L'acido usnico era un ingrediente di un prodotto chiamato Lipokinetix, commercializzato negli Stati Uniti dalla società farmaceutica Syntrax Innovations, per indurre la perdita di peso attraverso aumento del metabolismo basale. Lipokinetix nel novembre 2001 è stato oggetto di un avvertimento della Food and Drug Administration (FDA) negli Stati Uniti, a causa della sua potenziale epatotossicità.
La FDA riportava che la tossicità epatica era stata riscontrata in soggetti giovani, di età compresa tra i 20 ed i 32 anni, e che non era stato possibile identificare alcuna altra possibile causa di tossicità. In tutti i casi, inoltre, non sembrava vi fossero preesistenti condizioni mediche che avrebbero potuto predisporre questi consumatori alla tossicità epatica. I primi segni di epatotossicità, sempre stando alla "dear doctor letter" della FDA, vennero osservati a distanza di 2 settimane - 3 mesi dall'assunzione di Lipokinetix.
Anche se Lipokinetix, oltre all'acido usnico, conteneva norefedrina (conosciuta anche come PPA, fenilpropanolamina), caffeina, yohimbina e diiodotironina, in letteratura medica sono riportati diversi casi nei quali un'assunzione orale giornaliera di 300–1350 mg in un periodo di settimane ha portato gli assuntori a sviluppare una grave epatotossicità.
Acido usnico è stato associato a numerosi casi di epatite acuta, talvolta fulminante, in alcuni casi esitata anche in trapianto di fegato. Sembra inoltre che la tossicità della sostanza possa essere incrementata dalla contemporanea assunzione di inibitori del citocromo P450, deputato al suo metabolismo.
La possibilità di acquistare su siti internet prodotti cosiddetti dimagranti (ad esempio Somalyze) contenenti sostanze naturali usate a scopo medicinale, pur in assenza di evidenze di efficacia ed a fronte della disponibilità di importanti dati che ne attestano la possibile tossicità, sta richiamando l'attenzione sull'opportunità di una regolamentazione del settore da parte delle autorità sanitarie italiane ed europee.